# Zabytkowe pałace i kamienice Krosna
Wojewódzki konserwator zabytków oraz Gminna Ewidencja Zabytków wykazują na terenie miasta Krosna cztery obiekty pałacowe:

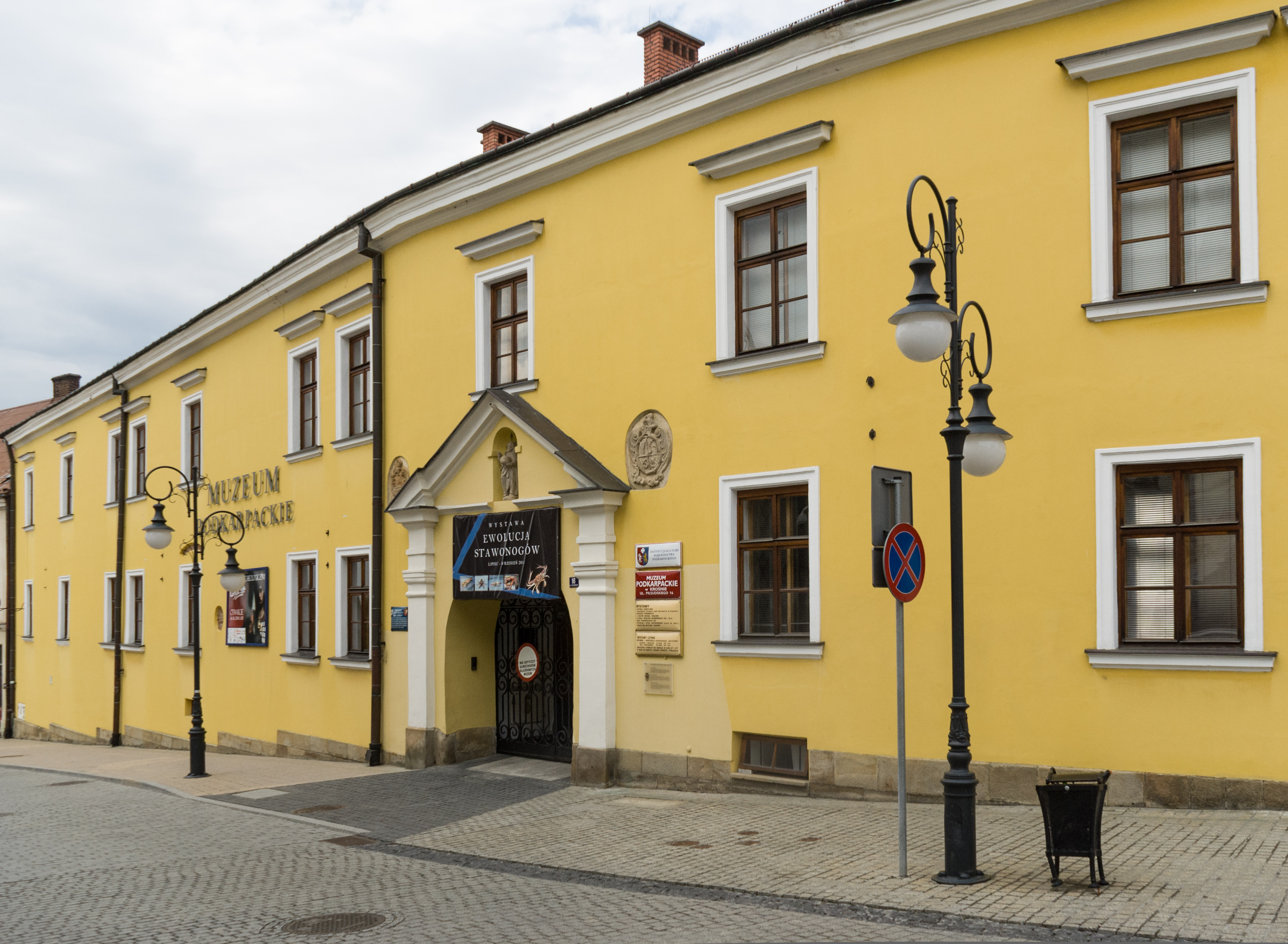
Dawny Pałac Biskupi w Krośnie, obecnie siedziba Muzeum Podkarpackiego

- Pałac Biskupi – w dzielnicy Śródmieście (w obrębie murów Starego Miasta), przy ul. Piłsudskiego – wzniesiony w drugiej połowie XVI w. Znajdujący się tutaj wcześniej drewniany dwór zakupił w 1379 r. bp Eryk z Winsen Mora. Do 1626 r. był rezydencją biskupów przemyskich, przylegającą do ówczesnych fortyfikacji miejskich. Po pożarze w 1638 r. pałac odbudowała Zofia Skotnicka. Trzon zabytkowej budowli – skrzydło zachodnie z tarczami herbowymi, portalem i sienią – pochodzi z lat 1638-1646. Właściciele Pałacu Biskupiego w kolejnych wiekach to m.in.: Kolegium Wikariuszy (1745-1775), Gmina Miasta Krosna (1873-1970). Obecny wygląd nadał pałacowi remont kapitalny przeprowadzony w latach 1893-1899. Przed II wojną światową mieściła się tu szkoła średnia. Przejściowo znajdowała się w nim Państwowa Szkoła Muzyczna w Krośnie (1960-1974). Obecnie jest to siedziba Muzeum Podkarpackiego, utworzonego w 1954 r. właśnie w Pałacu Biskupim, jako Muzeum PTTK w Krośnie.
- Pałac Trzecieskich – w dzielnicy Polanka, przy ul. ks. Popiełuszki – wzniesiony w 1808 r., wraz z parkiem (4 ha).

Historia pałacu, w którym dziś mieści się jeden z najbardziej eleganckich hoteli w Krośnie, a wcześniej dworu nierozerwalnie wiąże się z historią wsi Polanka, o której pierwsze wzmianki sięgają XIV wieku. Pierwszym właścicielem wsi był niejaki Dierżko. W następnych latach wieś przechodziła na własność różnych rodów min. Piotra Mleczki z Jedlicza, Mikołaja z Żarnowca, Stanisława Małachowskiego. W XVI wieku Polanka była podzielona na górną i dolną. Brak dostatecznych źródeł nie pozwala na odtworzenie kolejnych jej właścicieli przez następne kilka stuleci. Jednak plany z końca XVIII wieku z zaznaczonym czworobokiem-najprawdopodobniej dworkiem, potwierdzają tradycje istnienia siedziby szlacheckiej.
W 1803 roku Polankę kupuje Jan Michał Trzecieski herbu Strzemię. Ród Trzecieskich był w owym czasie w posiadaniu jeszcze kilku pobliskich miejscowości. Wówczas w Polance stał stary, drewniany dwór, nie odpowiadający pozycji społecznej nabywców. Dlatego też, nowi właściciele w 1808 roku wznieśli murowany, piętrowy dwór. Wyglądem nie przypominał on typowego polskiego dworku, ale za to był przestronny i wygodny. W późniejszym czasie wokół dworu założono rozległy park krajobrazowy. Zasadzono w nim egzotyczne jak na owe czasy gatunki drzew i krzewów. Był także olbrzymi staw, kształtem przypominający serpentynę.
W parku znajdowały się liczne altanki, z których można było podziwiać przepiękny widok na ruiny pobliskiego zamku w Odrzykoniu. Jak podają źródła, w projektowaniu planieckiego ogrodu miał udział bliski przyjaciel właściciela, znany poeta, geograf i podróżnik Wincenty Pol. Specjalnie dla niego wybudowano nad stawem Kabankę, rodzaj wiejskiej chatki, w której lubił przesiadywać. To właśnie tam w ciszy i spokoju, otoczony piękną przyrodą tworzył swoją poezję. Jako zapalony podróżnik często udawał się na piesze wędrówki po okolicznych miejscowościach. Zafascynowany pięknem i bogatą kulturą ludową tego regionu często tu powracał.
Polanki nie ominęły tragiczne wydarzenia rzezi galicyjskiej. W roku 1846 miejscowi chłopi napadli na posiadłość Tytusa Trzecieskiego. W wyniku tego zdarzenia dwór został poważnie zniszczony, spalono także bezcenne rękopisy Wincentego Pola, który w tym czasie przebywał tam w gościnie.
Historia dworu to przede wszystkim jednak historia początków światowego przemysłu naftowego. Tu w 1854 r. Ignacy Łukasiewicz wraz z właścicielem dworku Tytusem Trzecieskim i przedsiębiorcą Karolem Klobassą utworzyli pierwszą na świecie spółkę, która miała na celu poszukiwanie i wydobywanie ropy naftowej. Spółka ta na początku miała charakter nieformalny, później przyjęła kształt umowy handlowej. Spółka ta przetrwała do 1871 roku, przynosząc znaczące dochody. W związku z prowadzoną działalnością na terenie posiadłości przeprowadzano też liczne eksperymenty związane z rafinacją ropy, które min. wielokrotnie prowadziły do pożarów stawów. Tytus Trzecieski był człowiekiem wielce gościnnym, dlatego też po pożarze dworu Łukasiewicza zaproponował mu schronienie. W efekcie Łukasiewicz wraz z żoną mieszkał w posiadłości Trzecieskiego przez ok. 4 lata. Po śmierci Tytusa majątkiem w Polance zarządzali jego synowie Adam i Jan Trzeciescy. W 1887 roku właścicielem majątku został Wiktor Klobassa. Uruchomił on w Polance cegielnię parową oraz fabrykę wyrobów glinianych produkująca m.in. cegły, dachówki, rurki drenarskie. W związku z rozrastającą się działalnością biznesową, Wiktor Klobassa wybudował nawiązujący do architektury neogotyckiej piętrowy pałac. Po śmierci Wiktora spadkobiercą dóbr polanieckich został jego syn Karol, wybitny ekonomista i przemysłowiec naftowy.
Po objęciu zaszczytnej funkcji wiceprezesa Izby Handlowej w Wiedniu wydzierżawił on pałac w Polance koncernowi naftowemu „MAŁOPOLSKA”, który obrał go na siedzibę swej spółki. Warto nadmienić, że w okresie międzywojennym była to największa firma naftowa w Polsce. Tradycje naftowe pałacu kontynuowała francuska spółka naftowa „Verdatok”. Tuż przed II Wojną Światową pałac został przekazany na fundusz wojenny mający wesprzeć obronę ojczyzny. Będąc w zarządzie Skarbu Państwa, po drugiej wojnie światowej obiekt został przekazany na rzecz Robotniczej Spółdzielni „Młodzież”, zajmującej się produkcją baniek. W 1956 roku pałac przejęła Krośnieńska Huta Szkła, która prowadziła tam dom kultury oraz przedszkole.
W 2006 roku Zespół Pałacowo- Parkowy został zakupiony przez prywatnego inwestora i dzięki wieloletniej pracy udało się go ocalić i przywrócić mu dawną świetność.
- Pałac Kaczkowskich – na osiedlu Grota-Roweckiego, przy ul. Grodzkiej – wzniesiony w 1902 r., wraz z parkiem (2 ha).
- Pałac Dunikowskiego – w dzielnicy Zawodzie, przy ul. Prochownia – wzniesiony w 1923 r., nazywany także "Pałacem Ślubów", ponieważ mieści się tu obecnie Urząd Stanu Cywilnego.

Rejestr zabytków obejmuje w mieście Krośnie także m.in.:
- Zabytkowe kamienice renesansowe z podcieniami i pręgierz na Kamienicy Wójtowskiej w Rynku. W kluczu arkady tarcza z gmerkiem i literami I S (Ieronim Stano), odnoszącymi się do ówczesnego właściciela kamienicy, rajcy krośnieńskiego Hieronima Stano.
- Fundamenty Ratusza oraz kamieniczki w stylu podkarpackim, zaprojektowane przez Stanisława Bergmana.